# 최성우 (성우)
최성우(崔聖雨, 1956년 6월 25일~)는 대한민국의 성우이다. 1976년 MBC 7기 공채 성우로 데뷔하였다.

## 출연 작품

### 애니메이션
- 가이스터즈 (MBC) - 이난나
- 곰돌이와 숲 속 친구들 (EBS)
- 귀여운 쪼꼬미 (MBC) - 엄마
- 내 사랑 토미 (투니버스)
- 눈의 여왕 (애니원) - 엄마
- 달려라 또뽀 (MBC) - 지나 엄마
- 독고탁의 비둘기 합창 (MBC) - 독고탁 어머니
- 들장미 소녀 캔디 (MBC) - 아치
- 마법소녀 리나 (SBS) - 로드 오브 나이트메어
- 몬스터 (투니버스) - 에르나
- 무적의 실버호크 (MBC) - 아마존
- 무지개 요정 큐티하니 (SBS)
- 미래소년 코난 (MBC) - 몬스키
- 미래전사 런딤 (MBC) - 마유즈미 대령
- 뱀파이어 헌터 OVA (애니박스) - 모리건
- 소피는 말썽꾸러기 (EBS) - 소피 엄마
- 알프스 소녀 안네트 (MBC) - 해설
- 알프스의 메아리 (MBC) - 이본느
- 엑소특공대 (SBS) - 나라 번스
- 우주 불새 (MBC) - 불새
- 우주가족 젯슨 (SBS) - 젯슨 부인
- 전설의 용사 다간 (SBS) - 준영 엄마
- 출동! 러쉬맨 (MBC) - 미레느

### 애니메이션 영화
- 장독대 (MBC)
- 네버엔딩 스토리 (SBS) - 자이데

### 외화

#### 드라마
- 리지는 사춘기 (투니버스) - 엄마 (할리 토드)
- 말괄량이 마법학교 (투니버스) - 브룸
- CSI 과학수사대 (MBC) - 캐서린 윌로우 (마그 헬겐버거)
- 늑대개 화이트팽 (MBC)
- 에어울프 (MBC)

#### 영화
- 베토벤 (MBC) - 앨리스(보니 헌트)
- 공군대전략 (MBC)
- 굿바이 마이 프렌드 (MBC) - 덱스터 엄마 (아나벨라 시오라)
- 나는 결백하다 (MBC) - 다니엘(브리지트 아우버)
- 나 홀로 집에 (MBC, SBS) - 엄마 (캐서린 오하라)
  - 나 홀로 집에 2 (MBC, SBS) - 엄마 (캐서린 오하라)
- 남과 여 (SBS) - 얀느 (아누크 에메)
  - 남과 여 : 20년 후 (SBS) - 얀느 (아누크 에메)
- 네버엔딩 스토리 2 (MBC)
- 다저스 몽키 (MBC) - 엄마(미미 로저스)
- 더 길티 (MBC) - 나탈리 (조앤 웰리)
- 도망자 (MBC)
- 딥 블루 씨 (SBS) - 제니스 (자클린 맥켄지)
- 딥 임팩트 (SBS) - 베이커 (메리 매코맥)
- 라스트 런 (MBC) - 대니 (오르넬라 무티)
- 라스트 모히칸 (MBC) - 코라 (매들린 스토)
- 레드 히트 (SBS)
- 로보캅 2 (MBC) - 팍스 (벨린다 바우어)
- 리썰 웨폰 3 (MBC) - 로나 (러네이 루소)
- 리틀 뱀파이어 (SBS)
- 모래와 안개의 집 (MBC) - 나디 (쇼레 아그다쉬르)
- 미녀 삼총사 (SBS) - 비비안 (켈리 린치)
- 미치고 싶을 때 (SBS) - 마렌 (카트린 스트리에벡)
- 바닐라 스카이 (MBC) - 레베카(틸다 스윈턴)
- 바비 (MBC) - 미리엄 에버스 (샤론 스톤)
- 바이러스 (SBS) - 포스터 (제이미 리 커티스)
- 바이센테니얼 맨 (MBC) - 엄마 (웬디 크루슨)
- 보통 사람들 (MBC) - 베스 (매리 타일러 무어)
- 본 슈프리머시 (MBC) - 파멜라 랜디 (조앤 앨런)
  - 본 얼티메이텀 (MBC) - 파멜라 랜디 (조앤 앨런)
- 블러드 워크 (SBS) - 보니 폭스 박사 (안젤리카 휴스턴)
- 사랑의 기쁨 (MBC)
- 사랑할 때 버려야 할 아까운 것들 (SBS) - 마티네즈(레이철 티코틴)
- 사운드 오브 뮤직 (SBS) - 남작부인 (앨리노어 파커)
- 성난 눈동자 (MBC)
- 스타 워즈 에피소드 1: 보이지 않는 위험 (MBC) - 아나킨의 어머니 (퍼닐라 어거스트)
- 스타 워즈 에피소드 6: 제다이의 귀환 (MBC) - 레아 공주 (캐리 피셔)
- 스트레이트 슈터 (MBC) - 레지나 (카차 플린트)
- 시네마 천국 (SBS) - 젊은 마리아 (안토넬라 아티리)
- 쓰나미 (SBS)
- 아이언 이글 (MBC)
- 아주 특별한 약속 (SBS)
- 어댑테이션 (MBC)
- 에이리언 (SBS) - 램버트 (베로니카 카트라이트)
- 유산상속 벼락부자 (SBS) - 샐리 (킴 랭크포드)
- 유혹은 밤 그림자처럼 (MBC)
- 익스트림 OPS (MBC)
- 인디펜던스 데이 (MBC) - 마릴린 (메리 맥도넬)
- 인자무적 (MBC)
- 일본 침몰 (MBC) - 타카모리 사오리 (다이치 마오)
- 장 폴 벨몽도의 밤의 추적자 (SBS)
- 장군의 딸 (MBC) - 새라 선힐 (매들린 스토)
- 저스트 프렌즈 (SBS) - 아니타 (실비 밀허드)
- 절망속에 핀 사랑 (MBC) - 술집 여성(레인 브래드버리)
- 줄리아 줄리아 (SBS) - 줄리아 (캐슬린 터너)
- 중환영웅 (SBS)
- 차이나 레이크 살인사건 (MBC)
- 처음 만나는 자유 (SBS)
- 총잡이 링고 (MBC) - 루비(로렐라 데 루카)
- 친니친니 (MBC)
- 캐릭터 (MBC) - 요바 (베티 스퀴르만)
- 케이트 & 레오폴드 (SBS)
- 코브라 (MBC) - 의사(카렌 콘다지안)
- 크림슨 리버 (SBS)
- 터미네이터 2: 심판의 날 (MBC) - 사라 (린다 해밀턴)
- 토마스 크라운 어페어 (MBC) - 캐서린 (러네이 루소)
- 파더스 데이 (SBS) - 셜리(패티 다밴빌) / 트위스베리(클로데트 웰스)
- 파인딩 포레스터 (SBS) - 조이스 선생님 (에이프릴 그레이스)
- 패신저 57 (MBC)
- 퍼펙트 스트레인저 (SBS) - 멜라니 (레이첼 블레이크)
- 페이스 오프 (SBS) - 샤샤 해슬러 (지나 거손)
- 폭로 (SBS) - 캐더린 알바레즈 (로마 마피아)
- 황후화 (MBC) - 황후 (궁리)
- 훌라 걸스 (MBC) - 히라야마 마도카 (마츠유키 야스코)
- LA 스토리 (SBS)
- 28일 동안 (MBC) - 릴리 (엘리자베스 퍼킨스)

### 방송
- 명화의 고향 (MBC)
- 희망 릴레이 우리는 한가족 (KBS)
- 과학카페 (KBS)
- 롤러코스터 2 (tvN) - 한명숙
- 퀴즈쇼 곱하기 9 (SBS)
- 농어촌 지금 (KBS)

### 드라마
- 수사반장(MBC)
- 인간시대(MBC)
- 한지붕 세가족(MBC)

### 게임
- 디아블로3

## 같이 보기
- 문화방송 성우극회